# Mia Gray

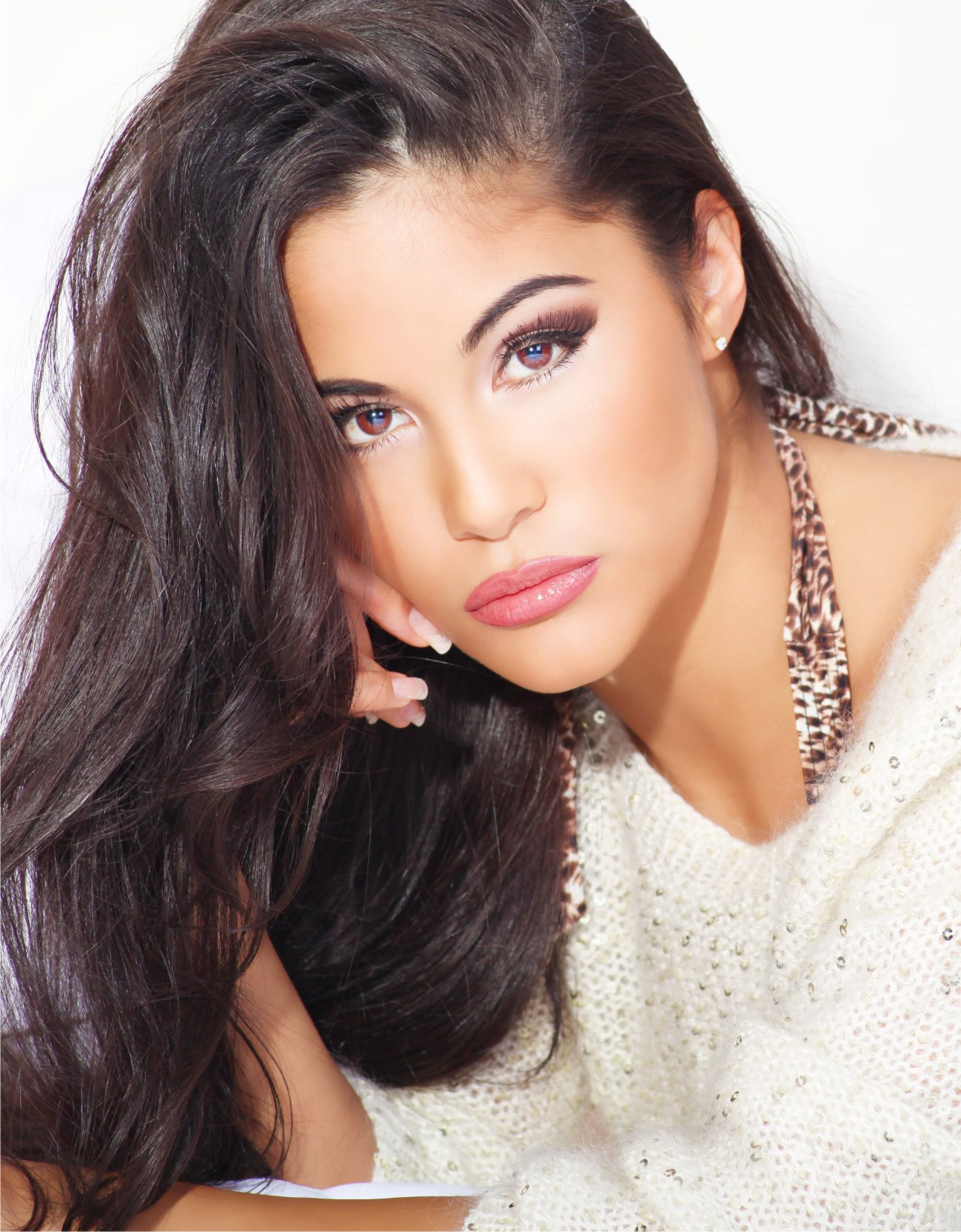
Mia Gray

Mia Gray (* 20. Dezember 1983 als Michaela Helga Grauke in Berlin-Spandau) ist ein deutsches Fotomodell und Sängerin. Seit 2006 lebt sie in Esslingen am Neckar. Seit dem 1. Januar 2016 tritt sie unter dem Namen Mia Grauke auf.

## Karriere

### Fotomodell
Seit ihrem 17. Lebensjahr arbeitet Mia Gray als Fotomodell. 2008 war sie erstmals in der slowenischen Playboy-Ausgabe als Miss Dezember 2008 zu sehen, danach unter anderem als Playmate des Monats im Juli 2009 der deutschen Ausgabe. Später wurde sie von den Lesern der Zeitschrift zum deutschen Playmate des Jahres 2009 gewählt. Insgesamt wurden ihre Playboy-Fotos bis Januar 2012 in 18 weiteren Ländern veröffentlicht, dabei zierte sie fünf internationale Titelseiten. In der ProSieben-Sendung RED. wurde Mia Gray zur „Playmate-Weltmeisterin“ gewählt.
Weiterhin modelte sie für eine PeTA-Kampagne.

### Musik
Ab Juli 2010 war Mia Gray Teil des Pop-Projekts Candy Six. 2011 erschien ihr Feature mit Mobic, mit dem sie erstmals ohne ihre Candy-Six-Partnerin sang und bei The Dome 60 auftrat.

### Programmansagerin
Im November 2012 wurde Mia Gray sie unter ihrem bürgerlichen Namen Michaela Grauke Ansagerin des AXN-Programms in der Sendung Bunny nach 8. Vorher arbeitete sie für den Teleshoppingsender Pearl.tv.

## Engagement für die Meeresschutzorganisation Sea Shepherd
Mia Gray unterstützt die Meeresschutzorganisation Sea Shepherd. 2012 veröffentlichte sie ein Video, in dem sie dazu aufruft, Sea Shepherd zu unterstützen und keine Delfinarien zu besuchen. Auf einem Foto ist sie mit einem Sea Shepherd T-Shirt bekleidet zu sehen. Darunter steht „Ich würde mein letztes Hemd für die Rettung der Meeressäuger geben“ geschrieben.

## Privates
Sie war ab 2011 mit ihrem ehemaligen Manager Oliver Burghart verheiratet, mit dem sie eine Tochter hat und von dem sie seit Frühjahr 2014 getrennt lebt. Gray ist mit ihrem Manager Oliver Kobs liiert. Sie ist bekennende Anhängerin des VfB Stuttgart.

## Filmografie
- 2011: Die Autohändler (RTL Television)[13]
- 2012: Mia Gray & Die Modelmacher (Dokusoap, RTL II)[14][15]
- 2013: Projekt Paradies, ProSieben[13][16]

## Diskografie

### Singles
- 2011: Verzaubert (Mobic feat. Mia Gray)